# Snoeken
Snoeken (Esocidae) zijn een familie van roofvissen uit de orde Esociformes. 

## Geslacht
- Esox Linnaeus, 1758

Het geslacht bevat zeven soorten: vier in Eurazië - waaronder gewone snoek, drie soorten in Noord-Amerika en één uitgestorven soort.